# 斯克蘭頓 (北卡羅萊納州)
斯克蘭頓（英語：Scranton）是位於美國北卡羅萊納州海德縣的非建制地區。

## 歷史
斯克蘭頓的郵局自1890年營運至今。

## 地理
斯克蘭頓所處的海拔為高於海平面0米（即0英呎），而該地所採用的時區為UTC-5，即北美东部时区（EST）。同時該地設有夏令時間，為UTC-5調快一小時，即UTC-4（EDT）。